# Ba (Burkina Faso)
Pour les articles homonymes, voir Ba.
Ba est une commune rurale située dans le département de Djibasso de la province de la Kossi dans la région de la Boucle du Mouhounau Burkina Faso.